# SN 393
SN 393 ist die moderne Bezeichnung für ein astronomisches Ereignis, welches 393 n. Chr. von Chinesen beobachtet wurde. Es erreichte eine scheinbare Helligkeit von schätzungsweise −1 mag und war etwa acht Monate lang sichtbar. Die Dauer des Ereignisses lässt darauf schließen, dass es sich um eine Supernova handeln könnte. Dies ist in diesem Fall wahrscheinlicher als eine Nova, weil bisher kein hervorragender Nova-Kandidat identifiziert wurde. Allein nach der Dauer könnte es auch eine Nova gewesen sein, da Novae mit t3-Zeiten von bis zu zehn Monaten bekannt sind. Die t3 Zeit ist die Dauer, in der eine Nova um 3 mag abklingt. Falls das Objekt schätzungsweise −1 mag hell war, wäre es im Fall einer schnellen Nova mit typischer t3-Zeit von ein bis zwei Monaten immer noch so hell wie der Polarstern und noch lange sichtbar.

## Weiterführende Literatur
- Zhen-Ru Wang: The Impact of Historical Chinese Astronomical Records. In: Astrophysics and Space Science. Band 305, Nr. 3, 1. Dezember 2006, S. 207–210, doi:10.1007/s10509-006-9187-8, bibcode:2006Ap&SS.305..207W.
- D. H. Clark, F. R. Stephenson: The remnants of the supernovae of AD 185 and AD 393. In: The Observatory. 95. Jahrgang, Oktober 1975, S. 190–195, bibcode:1975Obs....95..190C.
- D. H. Clark, F. R. Stephenson: Which historical new stars were supernovae. In: Quarterly Journal of the Royal Astronomical Society. 17. Jahrgang, September 1976, S. 290–302, bibcode:1976QJRAS..17..290C.
- Z.-R. Wang, Q. Y. Qu, Y. Chen: The AD 393 Guest Star; the SNR RX 51713.7-3946. In: Katsuji Koyama, Shunji Kitamoto, Masayuki Itoh (Hrsg.): The Hot Universe. Proceedings of IAU Symposium #188. Kluwer Academic, Dordrecht 1998, S. 262, bibcode:1998IAUS..188..262W.
- F. Acero, J. Ballet, A. Decourchelle et al.: A joint spectro-imaging analysis of the XMM-Newton and HESS observations of the supernova remnant RX J1713.7-3946. In: Astronomy and Astrophysics. 505. Jahrgang, Nr. 1, Oktober 2009, S. 157–167, doi:10.1051/0004-6361/200811556, bibcode:2009A&A...505..157A.
- E. G. Berezhko, H. J. Völk: Nonthermal and thermal emission from the supernova remnant RX J1713.7-3946. In: Astronomy and Astrophysics. 511. Jahrgang, Februar 2010, doi:10.1051/0004-6361/200913312, arxiv:0910.2094, bibcode:2010A&A...511A..34B.